# Rudolf Jugert
Rudolf Jugert, född 30 september 1907 i Hannover i Tyskland, död 14 april 1979 i München, var en tysk regissör, manusförfattare och skådespelare.

## Regi i urval
- 1969 - Jacques Offenbach (TV)
- 1964 – Kennwort: Reiher
- 1962 – Axel Munthe - Der Arzt von San Michele
- 1962 - Frauenarzt Dr. Sibelius
- 1960 - Endstation Rote Laterne
- 1960 - Die junge Sünderin
- 1959 - Die feuerrote Baronesse
- 1957 - Eva küßt nur Direktoren
- 1956 - Studentin Helene Willfüer
- 1956 - Rosen im Herbst/Effi Briest
- 1952 - Nachts auf den Straßen
- 1948 - Film utan namn (Film ohne Titel)

## Filmmanus
- 1948 - Film utan namn (Film ohne Titel)